# Indra Pelícano
Der Indra Pelícano  ist ein unbemannter Hubschrauber, der vom spanischen Unternehmen Indra Sistemas in Alcobendas entwickelt und im Indra-Werk in Torrejón de Ardoz gebaut wird.

## Beschreibung
Die Zelle des Pelícano basiert auf der Faserverbundbauweise eines mittelgroßen bemannten Hubschraubers des schwedischen Unternehmens CybAero. Der Erstflug fand im Dezember 2011 statt. Anfang 2012 wurde der Pelicano von Indra Systemas auf dem Flugplatz Aeródromo de Marugán in der Provinz Segovia den Vertretern der spanischen Behörden in Funktion vorgeführt.
Der Indra Pelícano mit einer maximalen Startmasse von 200 kg ist mit optischen und Infrarotsystemen bestückt, die hochauflösende Bilder übertragen. Er kann ebenfalls mit einem leichten Radar vom Typ Ka-SAR und verschiedenen Sensoren zur Erfassung chemischer, biologischer, radiologischer und nuklearer Gefahrgüter (Indar-Bezeichnung: CBRN) ausgerüstet werden. Zum Betrieb eines unbemannten Helikopters sind ein Pilot und zwei Systemtechniker erforderlich. Das System verfügt über einen Satellitenlink zur Echtzeitübertragung von Video-, Bild-, Sensor- und Flugsteuerdaten.
Das System des Indra Pelícano kann komplett mit Steuerung und Kontrolleinrichtung auf Schiffen integriert werden und auf das Schiffsüberwachungssystem in Ergänzung zum Bordradar aufgeschaltet werden.
Der Indra Pelícano soll ab 2014 zur Überwachung und Kontrolle der Piraterie vor der Küste Somalias im Rahmen der Militäroperation der EU auf Fregatten bei der Operation Atalanta eingesetzt werden.

## Technische Daten
| Kenngröße                   | Daten                                   |
| --------------------------- | --------------------------------------- |
| Rotorblattkreisdurchmesser: | 3,3 m                                   |
| Rumpfhöhe:                  | 1,2 m                                   |
| Höchstgeschwindigkeit:      | ca. 180 km/h                            |
| Reisegeschwindigkeit:       | ca. 90 km/h                             |
| max. Startmasse:            | 200 kg                                  |
| Einsatzdauer:               | 4 bis 6 Stunden je nach Zuladung        |
| Dienstgipfelhöhe:           | 3.600 m                                 |
| Antrieb:                    | ein Kolbenmotor mit Zweiblattrotor      |
| Tankinhalt:                 | 52 Liter                                |
| Reichweite:                 | 100 Kilometer über Satelliten-Steuerung |